# 拉多維什市鎮

拉多維什市鎮在北马其顿的位置

拉多維什市鎮是北馬其頓的一個市镇，行政中心为拉多維什，属于东南统计区，面積为608平方公里，2002年人口28,244。
該市镇北接兹尔诺夫齐市镇，東北面是维尼察市镇，東臨贝罗沃市镇，東南面是瓦西莱沃市镇，西南面是孔切市鎮，西臨什蒂普市镇，西北面是卡尔宾齐市镇。

## 外部連結
- 官方网站